# 핫 댄스/일렉트로닉 송
핫 댄스/일렉트로닉 송(이전 명칭: Dance/Electronic Songs)는 2013년 1월부터 《빌보드》에서 매주 발행하고 있는 기록 차트이다. 이 차트는 청취자 도달 수(audience impressions), 디지털 다운로드, 스트리밍을 종합하여 가장 인기 있는 댄스 및 전자음악 곡을 순위화한 첫 번째 차트이며, 미국 내에서 해당 장르의 인기가 증가함에 따라 도입되었다. 초기에는 보고된 클럽 플레이 실적도 포함되었다.
2013년 1월 26일자 첫 번째 1위 곡은 윌아이앰과 브리트니 스피어스의 〈Scream & Shout〉이었다. 2025년 8월 16일자 기준 최신 1위 곡은 디스코 라인스와 티나셰의 〈No Broke Boys〉이다.